# San Marcos (Kalifornia)
San Marcos város az USA Kalifornia államában, San Diego megyében. Lakosainak száma 94 833 fő (2020. április 1.).

## Népesség
A település népességének változása:
| Lakosok száma | 3896 | 83 781 | 94 833 |
|               | 1970 | 2010   | 2020   |